# Pariato da Grã-Bretanha
O Pariato da Grã-Bretanha compreende todos os pares criados no Reino da Grã-Bretanha depois do Tratado de União de 1707, mas antes do Ato de União de 1800. O Pariato da Grã-Bretanha substituiu o Pariato da Inglaterra e o da Escócia até ser substituído pelo Pariato do Reino Unido em 1801. Até a passagem do Ato da Câmara dos Lordes de 1999, todos os pares do reino da Grã-Bretanha podiam tomar lugar na Câmara dos Lordes. As séries do pariato da Grã-Bretanha são Duque, Marquês, Conde, Visconde e Barão.
Na tabela seguinte de pares da Grã-Bretanha, estão listados títulos mais altos ou equáveis em outros pariatos.

## Duques no Pariato da Grã-Bretanha
| Título                  | Data de Criação | Outros títulos                           |
| ----------------------- | --------------- | ---------------------------------------- |
| Duque de Brandon        | 1711            | Duque de Hamilton no Pariato da Escócia. |
| Duque de Manchester     | 1719            |                                          |
| Duque de Northumberland | 1766            |                                          |

## Marqueses no Pariato da Grã-Bretanha
| Título               | Data de Criação | Outros títulos                                 |
| -------------------- | --------------- | ---------------------------------------------- |
| Marquês de Lansdowne | 1784            |                                                |
| Marquês Townshend    | 1787            |                                                |
| Marquês de Stafford  | 1786            | Duque de Sutherland no Pariato do Reino Unido. |
| Marquês de Salisbury | 1789            |                                                |
| Marquês de Bath      | 1789            | Visconde Weymouth no Pariato da Inglaterra     |
| Marquês de Abercorn  | 1790            | Duque de Abercorn no Pariato da Irlanda.       |
| Marquês de Hertford  | 1793            |                                                |
| Marquês de Bute      | 1796            |                                                |

## Condes no Pariato da Grã-Bretanha
| Título                         | Data de Criação | Outros títulos                                                                          |
| ------------------------------ | --------------- | --------------------------------------------------------------------------------------- |
| Conde Ferrers                  | 1711            |                                                                                         |
| Conde de Dartmouth             | 1711            |                                                                                         |
| Conde de Bristol               | 1714            | Marquês de Bristol no Pariato do Reino Unido.                                           |
| Conde de Clare                 | 1714            | 1° Duque de Newcastle-upon-Tyne e 1° Duque de Newcastle-under-Lyne.                     |
| Conde de Tankerville           | 1714            |                                                                                         |
| Conde de Aylesford             | 1714            |                                                                                         |
| Conde de Macclesfield          | 1721            |                                                                                         |
| Conde de Graham                | 1722            | Duque de Montrose no Pariato da Escócia.                                                |
| Conde Waldegrave               | 1729            |                                                                                         |
| Conde de Harrington            | 1742            |                                                                                         |
| Conde de Portsmouth            | 1743            |                                                                                         |
| Conde Brooke e de Warwick      | 1746; 1759      |                                                                                         |
| Conde de Buckinghamshire       | 1746            |                                                                                         |
| Conde de Guilford              | 1752            |                                                                                         |
| Conde de Hardwicke             | 1754            |                                                                                         |
| Conde de Ilchester             | 1756            |                                                                                         |
| Conde De La Warr               | 1761            |                                                                                         |
| Conde de Radnor                | 1765            |                                                                                         |
| Conde Spencer                  | 1765            |                                                                                         |
| Conde Bathurst                 | 1772            |                                                                                         |
| Conde de Hillsborough          | 1772            | Marquês de Downshire no Pariato da Irlanda.                                             |
| Conde de Ailesbury             | 1776            | Marquês de Ailesbury no Pariato do Reino Unido.                                         |
| Conde de Clarendon             | 1776            |                                                                                         |
| Conde de Mansfield e Mansfield | 1776; 1792      |                                                                                         |
| Conde de Abergavenny           | 1784            | Marquês de Abergavenny no Pariato do Reino Unido.                                       |
| Conde de Uxbridge              | 1784            | Marquês de Anglesey no Pariato do Reino Unido.                                          |
| Conde Talbot                   | 1784            | Conde de Shrewsbury no Pariato da Inglaterra; Conde de Waterford no Pariato da Irlanda. |
| Conde Grosvenor                | 1784            | Duque de Westminster no Pariato do Reino Unido.                                         |
| Conde Camden                   | 1786            | Marquês Camden no Pariato do Reino Unido.                                               |
| Conde de Mount Edgcumbe        | 1789            |                                                                                         |
| Conde Fortescue                | 1789            |                                                                                         |
| Conde de Carnarvon             | 1793            |                                                                                         |
| Conde Cadogan                  | 1800            |                                                                                         |
| Conde de Malmesbury            | 1800            |                                                                                         |

## Viscondes no Pariato da Grã-Bretanha
| Título                         | Data de Criação | Outros títulos                               |
| ------------------------------ | --------------- | -------------------------------------------- |
| Visconde Bolingbroke e St John | 1712; 1716      |                                              |
| Visconde Cobham                | 1718            |                                              |
| Visconde Falmouth              | 1720            |                                              |
| Visconde Torrington            | 1721            |                                              |
| Visconde Leinster              | 1747            | Duque de Leinster no Pariato da Irlanda.     |
| Visconde Hood                  | 1796            |                                              |
| Visconde Lowther               | 1796            | Conde de Lonsdale no Pariato do Reino Unido. |

## Barões no Pariato da Grã-Bretanha
| Título                        | Data de Criação | Outros títulos                                                                                          |
| ----------------------------- | --------------- | --- |
| Lorde Middleton               | 1711            | |
| Lorde Boyle de Marston        | 1711            | Conde de Cork e Orrery no Pariato da Irlanda.                                                           |
| Lorde Hay de Pedwardine       | 1711            | Conde de Kinnoull no Pariato da Escócia.                                                                |
| Lorde Onslow                  | 1716            | Conde de Onslow no Pariato do Reino Unido.                                                              |
| Lorde Romney                  | 1716            | Conde de Romney no Pariato do Reino Unido.                                                              |
| Lorde Newburgh                | 1716            | Marquês de Cholmondeley no Pariato do Reino Unido.                                                      |
| Lorde Walpole e Walpole       | 1723; 1756      | |
| Lorde King                    | 1725            | Conde de Lovelace no Pariato do Reino Unido.                                                            |
| Lorde Monson                  | 1728            | |
| Lorde Bruce de Tottenham      | 1746            | Marquês de Ailesburyno Pariato do Reino Unido.                                                          |
| Lorde Ponsonby of Sysonby     | 1749            | Conde de Bessborough no Pariato da Irlanda.                                                             |
| Lorde Vere de Hanworth        | 1750            | Duque de St Albans no Pariato da Inglaterra.                                                            |
| Lorde Scarsdale               | 1761            | Visconde Scarsdale no Pariato do Reino Unido.                                                           |
| Lorde Boston                  | 1761            | |
| Lorde Pelham de Stanmer       | 1762            | Conde de Chichester no Pariato do Reino Unido.                                                          |
| Lorde Lovel e Holland         | 1762            | Conde de Egmont no Pariato da Irlanda.                                                                  |
| Lorde Vernon                  | 1762            | |
| Lorde Ducie                   | 1763            | Conde de Ducie no Pariato do Reino Unido.                                                               |
| Lorde Digby                   | 1765            | Lorde Digby no Pariato da Irlanda.                                                                      |
| Lorde Sundridge               | 1766            | Duque de Argyll no no Pariato da Escócia e do Reino Unido.                                              |
| Lorde Hawke                   | 1776            | |
| Lorde Brownlow                | 1776            | |
| Lorde Harrowby                | 1776            | Conde de Harrowby no Pariato do Reino Unido.                                                            |
| Lorde Foley                   | 1776            | |
| Lorde Cranley                 | 1776            | Conde de Onslow no Pariato do Reino Unido.                                                              |
| Lorde Dynevor                 | 1780            | |
| Lorde Walsingham              | 1780            | |
| Lorde Bagot                   | 1780            | |
| Lorde Southampton             | 1780            | |
| Lorde Grantley                | 1782            | |
| Lorde Rodney                  | 1782            | |
| Lorde Eliot de St Germans     | 1784            | Conde de St Germans no Pariato do Reino Unido.                                                          |
| Lorde Somers                  | 1784            | |
| Lorde Boringdon               | 1784            | Conde de Morley no Pariato do Reino Unido.                                                              |
| Lorde Tyrone de Haverfordwest | 1786            | Marquês de Waterford no Pariato da Irlanda.                                                             |
| Lorde Carleton                | 1786            | Conde de Shannon no Pariato da Irlanda.                                                                 |
| Lorde Suffield                | 1786            | |
| Lorde Kenyon                  | 1788            | |
| Lorde Howe de Langar          | 1788            | Conde Howe no Pariato do Reino Unido.                                                                   |
| Lorde Braybrooke              | 1788            | |
| Lorde Fisherwick              | 1790            | Marquês de Donegall no Pariato da Irlanda.                                                              |
| Lorde Verulam                 | 1790            | Conde de Verulam no Pariato do Reino Unido.                                                             |
| Lorde Gage de High Meadow     | 1790            | Visconde Gage no Pariato da Irlanda.                                                                    |
| Lorde Thurlow                 | 1792            | |
| Lorde Auckland                | 1793            | Lorde Auckland no Pariato da Irlanda.                                                                   |
| Lorde Bradford                | 1794            | Conde de Bradford no Pariato do Reino Unido.                                                            |
| Lorde Dundas                  | 1794            | Marquês de Zetland no Pariato do Reino Unido.                                                           |
| Lorde Mendip                  | 1794            | Conde de Normanton no Pariato da Irlanda.                                                               |
| Lorde Mulgrave                | 1794            | Marquês de Normanby no Pariato do Reino Unido.                                                          |
| Lorde Yarborough              | 1794            | Conde de Yarborough no Pariato do Reino Unido.                                                          |
| Lorde Loughborough            | 1795            | Conde de Rosslyn no Pariato do Reino Unido.                                                             |
| Lorde Rous                    | 1796            | Conde de Stradbroke no Pariato do Reino Unido.                                                          |
| Lorde Stuart de Castle Stuart | 1796            | Conde de Moray no Pariato da Escócia.                                                                   |
| Lorde Stewart de Garlies      | 1796            | Conde de Galloway no Pariato da Escócia.                                                                |
| Lorde Harewood                | 1796            | Conde de Harewood no Pariato do Reino Unido.                                                            |
| Lorde Cawdor                  | 1796            | Conde Cawdor no Pariato do Reino Unido.                                                                 |
| Lorde Carrington              | 1797            | Lorde Carrington no Pariato da Irlanda; Lorde Carington de Upton (vitalício no Pariato do Reino Unido). |
| Lorde Bolton                  | 1797            | |
| Lorde Minto                   | 1797            | Conde de Minto no Pariato do Reino Unido.                                                               |
| Lorde Lilford                 | 1797            | |
| Lorde Wodehouse               | 1797            | Conde de Kimberley no Pariato do Reino Unido.                                                           |
| Lorde Eldon                   | 1799            | Conde de Eldon no Pariato do Reino Unido.                                                               |